# Marian McPartland
Marian McPartland (20. marts 1918 - 20. august 2013) var en engelsk jazzpianist, komponist, forfatter, og værten af Marian McPartland's Piano Jazz på National Public Radio.